# Vozokany (Nitra)
Vozokany (in ungherese Végvezekény) è un comune della Slovacchia facente parte del distretto di Topoľčany, nella regione di Nitra.